# Katalog
Katalog es un álbum recopilatorio de la banda sueca de viking metal Bathory. Contiene una canción de cada álbum hasta 2001.

## Lista de canciones
1. "Lake of Fire" – 5:44 (del álbum Destroyer Of Worlds)
2. "Armageddon" – 2:30 (del álbum Bathory)
3. "Possessed" – 2:40 (del álbum The Return)
4. "Enter the Eternal Fire" – 6:53 (del álbum Under the Sign of the Black Mark)
5. "Odens Ride Over Nordland/A Fine Day to Die" – 11:50 (del álbum Blood Fire Death)
6. "One Rode to Asa Bay" – 9:20 (del álbum Hammerheart)
7. "Prologue/Twilight of the Gods/Epilogue" – 13:39 (del álbum Twilight of the Gods)
8. "Distinguish to Kill" – 3:15 (del álbum Requiem)
9. "War Supply" – 4:41 (del álbum Octagon)
10. "The Woodwoman" – 6:19 (del álbum Blood On Ice)
11. "Outro" – 0:25 (del álbum Under the Sign of the Black Mark)

## Créditos
- Quorthon – Voz, guitarra, bajo, batería, teclado, sintetizador y letras.
- Rickard Bergman – Bajo en la canción 2.
- Stefan Larsson – Batería en las canciones 2 y 3.
- Andreas Johansson – Bajo en la canción 3.
- Paul Pålle Lundburg - Batería en la canción 4.
- Kothaar - Bajo en la canción 1, 5, 6, 7, 8, 9, 10.
- Vvornth - Batería en la canción 1, 5, 6, 7, 8, 9, 10.

- Datos: Q1094514